# Cowichan Lake
Cowichan Lake är en sjö i Kanada.   Den ligger i provinsen British Columbia, i den sydvästra delen av landet, 3 600 km väster om huvudstaden Ottawa. Cowichan Lake ligger 168 meter över havet. Arean är 61 kvadratkilometer. Den sträcker sig 12,3 kilometer i nord-sydlig riktning, och 29,2 kilometer i öst-västlig riktning.
Följande samhällen ligger vid Cowichan Lake:
- Lake Cowichan (2 870 invånare)
- Youbou (734 invånare)

Trakten runt Cowichan Lake är nära nog obefolkad, med mindre än två invånare per kvadratkilometer.